# قنات ایرانی

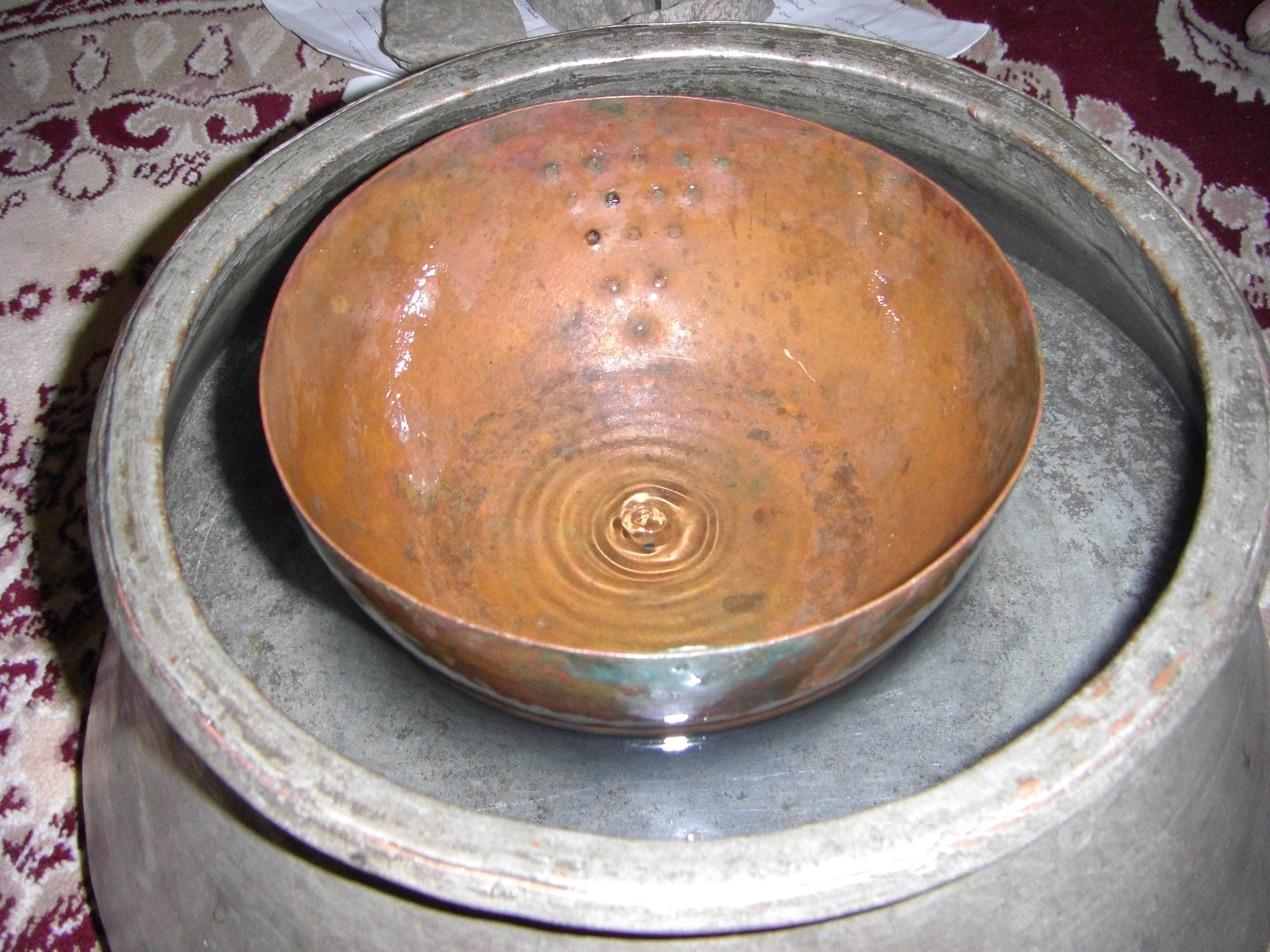
ساعت آبی قدیمی مورد استفاده در قنات گناباد

قنات ایرانی عبارت است از مجموعه قنات‌های کشور ایران که در فهرست میراث جهانی یونسکو به ثبت رسیده‌اند. این مجموعه در ژوئیه ۲۰۱۶ به عنوان بیستمین اثر جهانی ایران شناخته شدند. طبق آمار، تعداد قنات‌های فعال ۳۶ هزار و ۳۰۰ رشته بوده و مجموع طول کوره‌های قنات ۲۱ هزار و ۷۸۰۰ کیلومتر و مجموع طول میله‌های قنات ۱۵۸ هزار و ۲۶۸ کیلومتر تخمین زده شده است.

## ثبت در میراث جهانی یونسکو

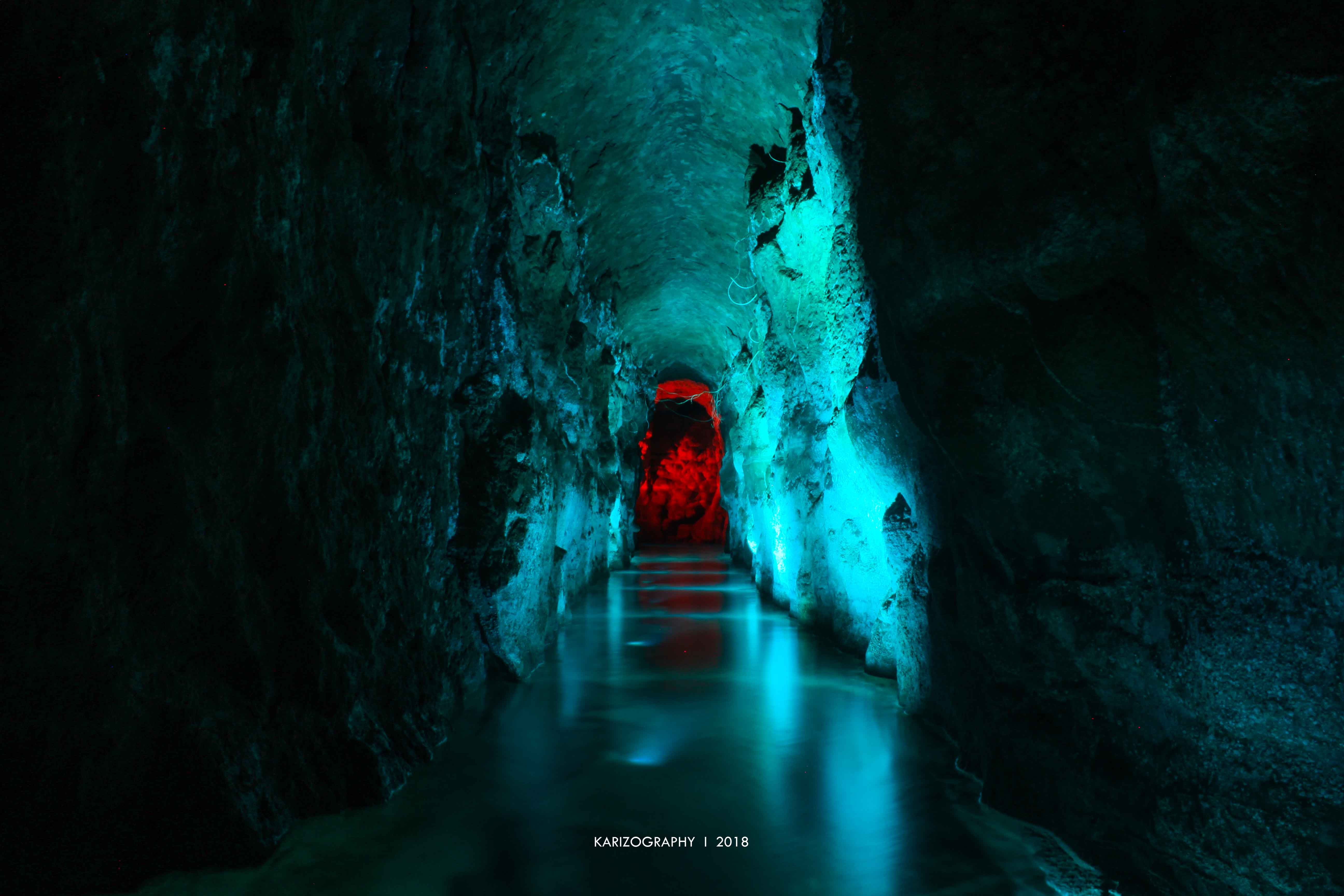
قنات جهانی قصبه گناباد

در چهلمین اجلاس میراث جهانی یونسکو که ژوئیه ۲۰۱۶ در استانبول برگزار شد، یازده قنات ایرانی به عنوان بیستمین اثر ایران بر اساس دو معیار از ۶ معیار فرهنگی کمیته میراث جهانی شامل گواهی بی‌همتا یا دست‌کم استثنایی بر یک سنت فرهنگی و نمونه‌ای برجسته در معماری یا تکنولوژی که مرحله مهمی از تاریخ بشر را نشان دهد، در فهرست میراث جهانی قرار گرفت.  پرونده ۱۱ قنات ایرانی با داشتن تکنولوژی متفاوت و با قدمت بیش از ۲۵۰۰ تا ۲۰۰ سال به یونسکو جهت ثبت جهانی ارائه شد و پس از بررسی و تأیید کارشناسان یونسکو این پرونده ثبت و در فهرست آثار جهانی قرار گرفت.
یازده قناتی که ثبت جهانی شده‌اند، هرکدام به لحاظ قدمت، نوع معماری، عمق، طول و مشخصاتی از این دست، منحصر به فرد و بی نظیر هستند.
این یازده قنات عبارتند از:
- قنات قصبه گناباد عمیق‌ترین قنات ایران است که مادر چاه آن ۳۵۰ متر عمق دارد و حتی زلزله‌های بزرگ نیز تاکنون به آن آسیبی نرسانده است.
- قنات بلده فردوس در خراسان جنوبی از آثار دوره ساسانی است که بخش‌های عمده‌ای از زمین‌های کشاورزی نزدیک شهر فردوس را آبیاری می‌کند. این قنات دربرگیرنده ۱۶ قنات، ۲ چشمه و مقداری آب‌های سرگردان است.
- قنات زارچ یزد طولانی‌ترین قنات ایران با طول ۱۰۰ کیلومتر و ۲۱۱۵ حلقه چاه است. قدمت قنات زارچ را مربوط به ۲ تا ۳ هزار سال پیش و دوران پیش از اسلام و دوره ساسانی می‌دانند.
- قنات مون در اردستان یکی از قنات‌ها دو طبقه جهان است که حدود ۸۰۰ سال پیش احداث شده است. این قنات چاه‌های مشترک ولی مادر چاه‌ها و مظهر متفاوت دارد. در هر طبقه این قنات آبی مستقل جریان دارد به گونه‌ای که آب هیچ‌یک به دیگری نفوذ نمی‌کند.
- قنات حسن‌آباد مهریز در مهریز استان یزد با قدمت هفتصد ساله به دوره میانی اسلامی یعنی قرن هشتم بر می‌گردد و در فهرست آثار ملی کشور نیز ثبت شده است.
- قنات وزوان در شهر وزوان و قنات مزدآباد در شهر میمه به دلیل دارا بودن سدهای زیرزمینی، به صورت جداگانه به فهرست یونسکو راه پیدا کردند.
- قنات جوپار کرمان؛ قنات گوهرریز جوپار قدمتی ۷۵۰ ساله از دوران صفویه دارد و درمجموع با ۳ هزار و ۵۵۶ متر طول با ۱۲۹ حلقه چاه و در ۶ رشته با دبی آب ۶۰ لیتر در ثانیه حدود ۳۳۰ هکتار اراضی باغ شهر جوپار را آبیاری می‌کند.
- قنات ابراهیم‌آباد اراک جزء قدیمی‌ترین قنات‌های کشور است که تاریخچه آن به قرون اولیه اسلامی بر می‌گردد و تفاوت آن از سایر قنات‌ها پیشینه و قدمت تاریخی بالای آن است.[۳]
- قنات‌های قاسم‌آباد و اکبرآباد شهرستان بم نیز به دلیل دوقلو بودن، بصورت جداگانه در فهرست یونسکو ثبت شدند.[۴]